# Giuseppe Medici
Giuseppe Medici, född den 24 oktober 1907 i Sassuolo, Italien, död den 21 augusti 2000 i Modena, var en italiensk professor och politiker, medlem i Kristligt demokratiska partiet.

## Biografi
Medici var son till en murare som hade starat ett litet byggföretag. År 1926 började han studera vid Högre Institutet för jordbruk i Milano där han tog examen i jordbruksvetenskap 1929 med en avhandling om ekonomin för bevattning av slätterna i Lombardiet. 
Efter fullgjord militärtjänst, undervisade han under en kort tid vid Tekniska Institutet för lantmätare i Piacenza. År 1930 publicerade han ett flertal skrifter och 1932 blev han lektor i nationalekonomi och jordbrukspolitik vid universitetet i Bologna. År 1933 vann han uttagningen för lärostolen vid University of Perugia, och blev därefter inbjuden att undervisa vid universitetet i Turin.
År 1940 skrev han ett antal avsnitt om jordbruket i Dictionary of Politics av nationella fascistpartiet. Han var då chef för forskningsavdelningen på Jordbruksdepartementet och deltog aktivt i utarbetandet av civillagen 1942. Bestämmelserna ifråga om jordbrukslagstiftningen upprättades av en underkommitté inom vilken Medici spelat en framträdande roll, och många av dessa regler är skrivna av honom personligen.
Undervisningen skedde samtidigt en vetenskaplig verksamhet med fokus på teman som jordbruk, jordbruksreformer och sanering: hans arbete Le bonifiche di Santa Eufemia e di Rosarno, som är grundläggande för de metodologiska konsekvenserna är fortfarande giltiga. I juli 1943 deltog han i arbetet som ledde till utarbetandet av uppförandet av Camaldolireglerna.
År 1960 kallades han till professor för politisk ekonomi och finans vid fakulteten för statsvetenskap på La Sapienza ett universitet i Rom, och blev ordförande i den nationella jordbruksakademin.

### Aktiviteter i senaten
Medici var kandidat till senaten för Kristdemokraterna i kollegiet i Modena och Sassuolo i valet 1948. Han valdes in i senaten, och skulle stanna kvar i parlamentet i tjugoåtta år. Hans verksamhet som parlamentariker, minister och ordförande för nyodling ägnades åt utvecklingen av italienska jordbruket. Genomförandet av jordbruksreformen, främjades av en lag om skydd för lokala produkter.
År 1951 utsågs han till ordförande för jordreformen i Maremma och Fucino och blev 1954 jordbruksminister. Från 1945 var han ordförande i folkräkningskommissionens centrala tekniska organ inom området för rättslig register av mark och byggnader. Efter företrädaren Ezio Vanonis bortgång 1956 utsågs han till posten som skatteminister vilken han höll till 1958 då han blev budgetminister fram till början av 1959. Han återkom senare till denna position under andra halvåret 1963.
Medici var slutligen utrikesminister under andra halvåret 1968 samt under ett år från mitten av 1972.